# Inre Grundträsket (Edefors socken, Norrbotten)
Inre Grundträsket är en sjö i Bodens kommun i Norrbotten och ingår i Luleälvens huvudavrinningsområde. Sjön har en area på 0,379 kvadratkilometer och ligger 161,9 meter över havet. Sjön avvattnas av vattendraget Gullträskbäcken (Bredträskbäcken).

## Delavrinningsområde
Inre Grundträsket ingår i det delavrinningsområde (734953-174168) som SMHI kallar för Utloppet av Inre Grundträsket. Medelhöjden är 232 meter över havet och ytan är 8,79 kvadratkilometer. Räknas de 3 avrinningsområdena uppströms in blir den ackumulerade arean 53,8 kvadratkilometer. Gullträskbäcken (Bredträskbäcken) som avvattnar avrinningsområdet har biflödesordning 3, vilket innebär att vattnet flödar genom totalt 3 vattendrag innan det når havet efter 120 kilometer. Avrinningsområdet består mestadels av skog (87 procent). Avrinningsområdet har 0,38 kvadratkilometer vattenytor vilket ger det en sjöprocent på 4,4 procent.